# روري بروملي
روري بروملي (بالإنجليزية: Rory Bromley)‏ هو لاعب دوري الرغبي أسترالي، ولد في 1 مايو 1984 في أستراليا.